# Nash Lowis
Nash Lowis (* 6. November 1999 in Townsville) ist ein australischer Leichtathlet, der sich auf den Speerwurf spezialisiert hat und in dieser Disziplin 2019 und 2024 Ozeanienmeister wurde.

## Sportliche Laufbahn
Erste internationale Erfahrungen sammelte Nash Lowis im Jahr 2018, als er bei den U20-Weltmeisterschaften in Tampere mit einer Weite von 75,31 m die Goldmedaille gewann. Im Jahr darauf siegte er mit 79,10 m bei den Ozeanienmeisterschaften in Townsville und 2023 siegte er mit 74,40 m bei den Pazifikspielen in Honiara. Im Jahr darauf siegte er mit neuem Meisterschaftsrekord von 79,67 m bei den Ozeanienmeisterschaften in Suva.